# Рамон Слюйтер
Рамон Слюйтер (нід. Raemon Sluiter; нар. 13 квітня 1978) — колишній нідерландський тенісист.
Найвищу одиночну позицію світового рейтингу — 46 місце досяг 24 лютого 2003, парну — 97 місце — 8 вересня 2003 року.
Найвищим досягненням на турнірах Великого шолома було 3 коло в одиночному розряді.
Завершив кар'єру 2010 року.

## Юніорські фінали турнірів Великого шолома

### Парний розряд: 2 (1–1)
| Результат | Рік  | Турнір                               | Покриття | Партнер       | Суперники                      | Рахунок  |
| --------- | ---- | ------------------------------------ | -------- | ------------- | ------------------------------ | -------- |
| Перемога  | 1995 | Відкритий чемпіонат Франції з тенісу | Ґрунт    | Петер Весселс | Джастін Гімелстоб Раян Волтерс | 7–6, 7–5 |
| Поразка   | 1995 | Відкритий чемпіонат США з тенісу     | Тверде   | Петер Весселс | Лі Чон Мін Жоселін Робішо      | 6–7, 2–6 |

## Фінали турнірів ATP за кар'єру

### Одиночний розряд: 4 (4 поразки)
| Легенда                         |
| ------------------------------- |
| Турніри Великого шлема (0–0)    |
| Фінали Світового туру ATP (0–0) |
| Серія Мастерс ATP (0–0)         |
| Серія турнірів ATP (0–1)        |
| Світова серія ATP (0–3)         |

| Фінали за покриттям |
| ------------------- |
| Тверде (0–1)        |
| Ґрунт (0–2)         |
| Трава (0–1)         |
| Килим (0–0)         |

| Фінали за типом корту |
| --------------------- |
| Відкритий корт (0–3)  |
| Закритий корт (0–1)   |

| Результат | В-П | Дата     | Турнір                                         | Рівень           | Покриття | Суперник          | Рахунок                      |
| --------- | --- | -------- | ---------------------------------------------- | ---------------- | -------- | ----------------- | ---------------------------- |
| Поразка   | 0–1 | Лип 2000 | Амстердам, Нідерланди                          | Серія Інтернешнл | Ґрунт    | Магнус Густафссон | 7–6(7–4), 3–6, 6–7(5–7), 1–6 |
| Поразка   | 0–2 | Лют 2003 | Роттердам, Нідерланди                          | Серія Чемпіоншип | Тверде   | Максим Мирний     | 6–7(3–7), 4–6                |
| Поразка   | 0–3 | Лип 2003 | Амерсфорт, Нідерланди                          | Серія Інтернешнл | Ґрунт    | Ніколас Массу     | 4–6, 6–7(3–7), 2–6           |
| Поразка   | 0–4 | Чер 2009 | Rosmalen Grass Court Championships, Нідерланди | Серія Інтернешнл | Трава    | Бенжамін Бекер    | 5–7, 3–6                     |

### Парний розряд: 2 (2 поразки)
| Легенда                         |
| ------------------------------- |
| Турніри Великого шлема (0–0)    |
| Фінали Світового туру ATP (0–0) |
| Серія Мастерс ATP (0–0)         |
| Серія турнірів ATP (0–0)        |
| Світова серія ATP (0–2)         |

| Фінали за покриттям |
| ------------------- |
| Тверде (0–2)        |
| Ґрунт (0–0)         |
| Трава (0–0)         |
| Килим (0–0)         |

| Фінали за типом корту |
| --------------------- |
| Відкритий корт (0–2)  |
| Закритий корт (0–0)   |

| Результат | В-П | Дата     | Турнір              | Рівень           | Покриття | Партнер        | Суперники                   | Рахунок       |
| --------- | --- | -------- | ------------------- | ---------------- | -------- | -------------- | --------------------------- | ------------- |
| Поразка   | 0–1 | Вер 2002 | Ташкент, Узбекистан | Серія Інтернешнл | Тверде   | Мартін Веркерк | Девід Адамс Роббі Куніґ     | 2–6, 5–7      |
| Поразка   | 0–2 | Бер 2003 | Делрей-Біч, США     | Серія Інтернешнл | Тверде   | Мартін Веркерк | Ненад Зімоньїч Леандер Паес | 5–7, 6–3, 5–7 |

## Фінали ATP Челленджер і ITF Ф'ючерс

### Одиночний розряд: 17 (10–7)
| Легенда               |
| --------------------- |
| ATP Челленджер (10–5) |
| ITF Ф'ючерс (0–2)     |

| Фінали за покриттям |
| ------------------- |
| Тверде (0–4)        |
| Ґрунт (4–2)         |
| Трава (1–0)         |
| Килим (5–1)         |

| Результат | В-П  | Дата     | Турнір                       | Рівень     | Покриття | Суперник          | Рахунок                      |
| --------- | ---- | -------- | ---------------------------- | ---------- | -------- | ----------------- | ---------------------------- |
| Перемога  | 1–0  | Лип 1999 | Бристоль, Велика Британія    | Челленджер | Трава    | Кріс Вілкінсон    | 6–3, 6–7, 7–6                |
| Перемога  | 2–0  | Лис 1999 | Аахен, Німеччина             | Челленджер | Килим    | Давід Пріносіл    | 2–6, 6–4, 7–6                |
| Поразка   | 2–1  | Жов 2000 | Талса, США                   | Челленджер | Тверде   | Джимі Шиманскі    | 6–7(5–7), 7–6(7–5), 6–7(3–7) |
| Перемога  | 3–1  | Лип 2001 | Схевенінген, Нідерланди      | Челленджер | Clqy     | Поль-Анрі Матьє   | 6–3, 6–4                     |
| Перемога  | 4–1  | Лют 2002 | Любек, Німеччина             | Челленджер | Килим    | Александер Попп   | 6–2, 3–0 ret.                |
| Перемога  | 5–1  | Бер 2002 | Гамбург, Німеччина           | Челленджер | Килим    | Невілл Годвін     | 6–1, 6–3                     |
| Перемога  | 6–1  | Кві 2002 | Туніс (місто), Туніс         | Челленджер | Ґрунт    | Маріо Радич       | 6–2, 7–5                     |
| Перемога  | 7–1  | Лип 2002 | Схевенінген, Нідерланди      | Челленджер | Clqy     | Сальвадор Наварро | 7–6(8–6), 6–7(3–7), 7–6(7–4) |
| Поразка   | 7–2  | Лип 2004 | Схевенінген, Нідерланди      | Челленджер | Clqy     | Петер Весселс     | 5–7, 6–7(7–9)                |
| Перемога  | 8–2  | Лют 2005 | Любек, Німеччина             | Челленджер | Килим    | Александер Васке  | 7–6(7–2), 7–6(12–10)         |
| Поразка   | 8–3  | Лис 2005 | Аахен, Німеччина             | Челленджер | Килим    | Євген Корольов    | 3–6, 6–7(7–9)                |
| Поразка   | 8–4  | Лис 2005 | PEOPLEnet CUP, Україна       | Челленджер | Тверде   | Дік Норман        | 6–7(2–7), 7–6(7–2), 3–6      |
| Перемога  | 9–4  | Лис 2005 | Прага, Чехія                 | Челленджер | Килим    | Ніколя Томанн     | 6–3, 7–5                     |
| Поразка   | 9–5  | Жов 2006 | Коллінг, Данія               | Челленджер | Тверде   | Мікаель Льодра    | 4–6, 4–6                     |
| Перемога  | 10–5 | Лип 2007 | Познань, Польща              | Челленджер | Ґрунт    | Жуліо Сілва       | 6–4, 6–3                     |
| Поразка   | 10–6 | Бер 2009 | Португалія F3, Албуфейра     | Ф'ючерс    | Тверде   | Леонарду Таваріш  | 3–6, 4–6                     |
| Поразка   | 10–7 | Тра 2009 | Чехія F3, Яблонець-над-Нисою | Ф'ючерс    | Ґрунт    | Адам Кельнер      | 6–7(7–9), 6–4, 3–6           |

### Парний розряд: 10 (6–4)
| Легенда              |
| -------------------- |
| ATP Челленджер (5–4) |
| ITF Ф'ючерс (1–0)    |

| Фінали за покриттям |
| ------------------- |
| Тверде (1–2)        |
| Ґрунт (4–1)         |
| Трава (0–0)         |
| Килим (1–1)         |

| Результат | В-П | Дата     | Турнір                  | Рівень     | Покриття | Партнер               | Суперники                         | Рахунок            |
| --------- | --- | -------- | ----------------------- | ---------- | -------- | --------------------- | --------------------------------- | ------------------ |
| Поразка   | 0–1 | Лип 1997 | Схевенінген, Нідерланди | Челленджер | Ґрунт    | Петер Весселс         | Алекс Калатрава Том Ванхудт       | 7–6, 2–6, 6–7      |
| Поразка   | 0–2 | Лют 1998 | Ліппштадт, Німеччина    | Челленджер | Килим    | Петер Весселс         | Ендрю Річардсон Майлз Вейкфілд    | 6–4, 6–7, 4–6      |
| Перемога  | 1–2 | Тра 1998 | КНР F1, Пекін           | Ф'ючерс    | Тверде   | Кім Тон Хюн           | Хірокі Ісії Канеко Хідекі         | 6–1, 6–7, 6–2      |
| Перемога  | 2–2 | Вер 1998 | Белград, Сербія         | Челленджер | Ґрунт    | Ненад Зімоньїч        | Алі Хамадех Юган Ландсберг        | 6–4, 6–4           |
| Перемога  | 3–2 | Жов 1998 | Еккенталь, Німеччина    | Челленджер | Килим    | Томаш Цибулець        | Баррі Кован Філіппо Вейльйо       | 7–6, 6–3           |
| Поразка   | 3–3 | Жов 2000 | Остін, США              | Челленджер | Тверде   | Денніс ван Схеппінген | Тім Крічтон Ешлі Фішер            | 1–6, 7–6(8–6), 0–6 |
| Поразка   | 3–4 | Жов 2003 | Гронінген, Нідерланди   | Челленджер | Тверде   | Фред Геммес мол.      | Амір Хадад Харел Леві             | 4–6, 4–6           |
| Перемога  | 4–4 | Лип 2004 | Схевенінген, Нідерланди | Челленджер | Ґрунт    | Паул Лоґтенс          | Енцо Артоні Хуан Пабло Бжезіцькі  | 6–2, 7–5           |
| Перемога  | 5–4 | Лип 2007 | Схевенінген, Нідерланди | Челленджер | Ґрунт    | Петер Весселс         | Роган Бопанна Пабло Куевас        | 7–6(8–6), 7–5      |
| Перемога  | 6–4 | Сер 2009 | Віго, Іспанія           | Челленджер | Ґрунт    | Тіємо де Баккер       | Альберт Рамос Віньолас Педро Клар | 7–6(7–5), 6–2      |

## Часовий графік результатів
| W | Ф | ПФ | ЧФ | #Р | КТ | К# | DNQ | A | NH |

### Одиночний розряд
| Турніри Великого шлему                 |              |              |              |              |              |              |     |     |     |     |     |     |        |       |     |
| Відкритий чемпіонат Австралії з тенісу |              |              |              |              | 2р           | 1р           | 1р  | 1р  | 1р  | 1р  | 2р  | К3р | 0 / 7  | 2–7   | 22% |
| Відкритий чемпіонат Франції з тенісу   |              |              |              | К1р          | К2р          | 1р           | 1р  | 1р  | 3р  | 1р  | 3р  | К2р | 0 / 6  | 4–6   | 40% |
| Вімблдонський турнір                   | К1р          |              |              |              |              | 3р           | 2р  | 2р  | 1р  | 1р  |     |     | 0 / 5  | 4–5   | 44% |
| Відкритий чемпіонат США з тенісу       |              |              |              | К1р          |              | 1р           | 2р  | 1р  | 1р  |     | 2р  | К1р | 0 / 5  | 2–5   | 29% |
| В-П                                    | 0–0          | 0–0          | 0–0          | 0–0          | 1–1          | 2–4          | 2–4 | 1–4 | 2–4 | 0–3 | 4–3 | 0–0 | 0 / 23 | 12–23 | 34% |
| Тур ATP Мастерс 1000                   |              |              |              |              |              |              |     |     |     |     |     |     |        |       |     |
| Індіан-Веллс                           |              |              |              |              |              | К1р          |     |     | 3р  |     |     |     | 0 / 1  | 2–1   | 67% |
| Відкритий чемпіонат Маямі з тенісу     |              |              |              |              | К1р          | К1р          | 1р  | 1р  | 1р  |     | 1р  | 2р  | 0 / 5  | 1–5   | 17% |
| Монте-Карло                            |              |              |              |              |              |              |     | 1р  |     |     |     |     | 0 / 1  | 0–1   | 0%  |
| Гамбург                                |              |              |              |              |              |              |     | 1р  |     |     |     |     | 0 / 1  | 0–1   | 0%  |
| Рим                                    |              |              |              |              |              |              |     | 2р  | К1р |     |     |     | 0 / 1  | 1–1   | 50% |
| Мадрид                                 | Не проводили | Не проводили | Не проводили | Не проводили | Не проводили | Не проводили |     | К2р |     |     |     |     | 0 / 0  | 0–0   | –   |
| Мастерс Канада                         |              |              |              |              |              |              |     | 1р  |     |     |     |     | 0 / 1  | 0–1   | 0%  |
| В-П                                    | 0–0          | 0–0          | 0–0          | 0–0          | 0–0          | 0–0          | 0–1 | 1–5 | 2–2 | 0–0 | 0–1 | 1–1 | 0 / 10 | 4–10  | 29% |